# 福保化学
福保化学（ふくほかがく）は、台湾にある東特塗料グループの特殊塗料メーカーである。